# Antonio Neyra
Antonio Sánchez de Neyra y Castro (1884, La Habana, Capitanía General de Cuba- ?, Madrid, España) fue un futbolista español nacido en la Capitanía General de Cuba integrante de algunas de las entidades futbolísticas más antiguas de España, como la (Sociedad) Sky Foot-ball y la (Sociedad) Madrid Foot-Ball Club, siendo miembro fundador de ambas.
Destacado goleador y hábil en el regate, fue vencedor del Campeonato de España en una ocasión, y se proclamó máximo anotador en otra de sus participaciones en la competición. En ellas alcanzó numerosas veces la final, convirtiéndose con el paso de los años en uno de los futbolistas que más presencias en finales sumó. Fue uno de los integrantes de la primera Junta Directiva del club madridista, como vocal, tras su establecimiento legal en 1902.

## Biografía
Nacido en la Capitanía General de Cuba —al estar allí destinado su padre el coronel de caballería don Antonio Sánchez de Neyra y Romero, cuando el país se encontraba bajo soberanía del Imperio español—, se trasladaron a Madrid cuando él aún era joven. Con él viajaron sus hermanos Pedro Sánchez de Neyra y Castro —marqués de Casa Alta y fundador y primer presidente de la Federación Española de Fútbol y la Federación Española de Velocipedismo—, Blas Sánchez de Neyra y Castro y sus hermanas Dolores y Carmen.
Pese a ser un destacado futbolista, deporte al que debe su trayectoria, fue un destacado sportman que también se desempeñó en otras modalidades como la pelota, el ciclismo, la natación, la gimnasia o el lanzamiento de disco entre otros y en donde llegó a participar en el Campeonato de España.

## Trayectoria
Debido a los pocos datos que se tienen de la época no se puede mencionar mucho de su trayectoria como jugador, así como de sus inicios en la práctica de este nuevo sport venido de Inglaterra que comenzaba a verse por las calles del país. Sí se tiene constancia de que formó parte de la (Sociedad) Sky Foot-ball, —primer club que existió en la capital y embrión del que fue su segundo—, antes de abandonarlo en 1900 para formar lo que sería la (Sociedad) Madrid Foot-Ball Club, actualmente conocida como Real Madrid Club de Fútbol.
Desempeñado como delantero centro, participó en la final de la Campeonato de España-Copa del Rey de 1903 cuando su equipo fue derrotado 3-2 ante el Athletic Club de Bilbao, en la que anotó un gol.
Fue en la competición precursora al Campeonato de España, el Concurso Madrid de Foot-ball, donde debutó de manera oficiosa contra otra sociedad futbolística, siendo además el primer «Clásico» de la historia.
Tras unos esperanzadores primeros pasos en el club blanco, fue posiblemente el hecho de perder el citado campeonato el que suscitó una convulsa situación en el seno de la entidad que dio con la marcha de varios de sus socios fundaadores, entre ellos Armando. Este abandonó su disciplina en octubre de 1903 para refundar el que fue su tercer club en su carrera, el Club Español de Madrid y del que fue capitán. Era habitual en la época que los jugadores abandonasen sus respectivos equipos para enrolarse o fundar otros debido al aún dispar y controvertido crecimiento del foot-ball, hecho que fue secundado por Neyra como por otros compatriotas también integrantes del equipo, así como otros que marcharon para fundar el Moncloa Football Club.
Tras un período en el nuevo club, y viendo que eran los «madridistas» —apodo que sobrevendría años después— quienes empezaban a tener un notable crecimiento tanto institucional como deportivo, regresó al Madrid no sin un breve período en el Club Vizcaya con quien disputó la final del Campeonato de España 1907. Ausente por los citados motivos en las tres primeras de las cuatro copas que venció el club entre 1905 y 1908, fue partícipe de la última en la edición de 1908, siendo máximo goleador merced a su tanto en la final. En el club coincidió de 1907 a 1908 con su hermano Pedro, antes de poner rumbo nuevamente al Español, y de ahí a otro club españolista, esta vez el de Barcelona, el Club Deportivo Español. Fue en este club donde las noticias de su actividad deportiva se interrumpen suscitando que pudiera haber sido su último club antes de abandonar la práctica deportiva. Con todos los citados clubes alcanzó la final del Campeonato de España, para un total de X finales, más que ningún otro en la historia del torneo.
Paralelamente a su carrera deportiva formó parte tanto de la directiva madridista como de la Asociación Madrileña de Clubs de Football, precedente de la Federación Regional Centro. A esta perteneció como miembro de la segunda Junta Directiva establecida hasta el año 1904, fecha de facto de la desaparición de la misma.

## Palmarés
- 1 Campeonato de España: 1908

- 3 campeonatos regionales centro: 1904, 1908, 1909